# Perturbações do movimento
Perturbações do movimento são síndromes clínicas em que se verifica ou movimentos excessivos ou movimentos insuficientes, voluntários ou involuntários, e que não estejam relacionados com fraqueza muscular ou espasticidade. As perturbações do movimento são geralmente divididas em duas categorias principais: hipercinéticas e hipocinéticas. Perturbações hipercinéticas são aquelas em que há movimentos involuntários excessivos, em muitos casos repetitivos, que perturbam a função motora normal. Perturbações hipocinéticas são aquelas em que se verifica aquinesia (falta de movimento), hipoquinesia (diminuição da amplitude de movimentos), bradiquinesia (lentidão de movimentos) e rigidez. Nas perturbações do movimento primárias, o movimento anormal é a principal manifestação da doença. Nas perturbações do movimento secundárias, o movimento anormal é uma manifestação de outra perturbação sistémica ou neurológica.